# Rogovo
Rogovë en albanais et Rogovo en serbe latin (en serbe cyrillique : Рогово) est une localité du Kosovo située dans la commune/municipalité de Gjakovë/Đakovica, district de Gjakovë/Đakovica (Kosovo) ou de Pejë/Peć (Serbie). Selon le recensement kosovar de 2011, elle compte 4 115 habitants.

## Histoire
Sur le territoire du village se trouve un ensemble archéologique constitué d'une butte, d'un pont romain et d'un cimetière médiéval ; l'ensemble est proposé pour une inscription sur la liste des monuments culturels du Kosovo.
Dans le village, la mosquée de Hassan Aga (Yemisci Hasan Pacha) date du XVIe siècle ; mentionnée par l'Académie serbe des sciences et des arts, elle est inscrite sur la liste kosovare. La maison de Beqir Aga Gash a été construite au XVIIIe siècle ; la tour-résidence de Bajram Selman et celle d'Ymer Poga datent du XVIe siècle ; ces trois monuments sont proposés pour un classement.

## Démographie

### Évolution historique de la population dans la localité
| 1948  | 1953  | 1961  | 1971  | 1981  | 1991  | 2011  |
| ----- | ----- | ----- | ----- | ----- | ----- | ----- |
| 1 199 | 1 362 | 1 800 | 2 553 | 3 307 | 3 731 | 4 115 |

|  |

### Répartition de la population par nationalités (2011)
En 2011, les Albanais représentaient 98,59 % de la population et les Égyptiens 6,25 %.